# Teimancia
Teimancia  é uma técnica de leitura pelas folhas de chá, também conhecida como tasseomancia, originou-se na China antiga e seus imperadores utilizavam-na para prever o futuro.
A difusão desta prática passou pela Turquia, Rússia e, posteriormente, pela 
Europa. A técnica consiste em identificar figuras formadas por folhas de chá nas paredes internas de uma xícara.
Um adivinho interpreta uma série de imagens que aparecem nas borras do chá. Supostamente quanto mais perto da borda estiver a imagem, mais perto ela está de acontecer. Os detalhes do método para ler as folhas de chá variam um pouco mas a base é esta:
O chá (de preferência preto) é preparado com as folhas soltas, e servido em uma xícara de cor clara sem usar um coador. A pessoa que terá a sorte lida, bebe todo o chá, deixando apenas um pouco de  liquido e as folhas no fundo, depois de mexer o resíduo 3 vezes para a maioria das folhas cairem. O  adivinho então pega a xícara e examina os desenhos que ficaram no fundo e nos lados.